# オークランド・シビック・シアター
オークランド・シビック・シアター（英: Auckland Civic Theatre）は、ニュージーランドオークランドにある、2,378席の客席をもつ文化的遺産劇場である。1929年12月20日に開場し、最近では2000年に改修及び保全工事が行われている。

## 概要
オークランド・シビック・シアターはオーストラレーシアでは最大の現存するムード映画館である。また、この様式の映画館は世界に7箇所しか存在せず、シビック・シアターはそのうちの1つである。また、館内のロビーはインド様式をモチーフに造られていて、天井はドーム状、釈迦の座像、ねじれた柱などが見られる。メイン観客席はそれに近いムーア風庭園を模している。かつては2,750名収容だったが、改修によりその数は微減したものの、ニュージーランド最大の劇場の地位を保っている。

## 歴史
シビック・シアターはトーマス・オブライエンにより創造された。クイーン・ストリートにおける巨大な劇場を建設する当たりオブライエンはオークランドの富裕層のビジネスマン達を説得、さらにはニュージーランド銀行より18万NZドルの融資を受けた。